# كركور وفرفور وزرزور
كركور وفرفور وزرزور (حسب التسمية العربية الرسمية من شركة ديزني والمجلات المصورة بباقي البلدان العربية) أو سوسو وتوتو ولولو (حسب التسمية في المجلات المصورة المصرية) (بالإنجليزية: Huey, Dewey, and Louie)‏ (بالفرنسية: Riri Fifi Loulou) هم ثلاثة أطفال توائم من عائلة البط أبناء أخت بطوط. يظهرون في الرسوم المتحركة، وفي الكتب المصورة التي نشرتها شركة والت ديزني.

## الشخصية
هم أبناء أخت بطوط. أمهم «مرمر» (Della Duck) ـ. تركتهم في عهدة أخيها ليربيهم ثم رحلت مع زوجها لعلاجه من انفجار صاروخ ألعاب نارية تحت كرسيه. لم يذكر اسم والدهم المزارع في أية من القصص.
ينتمي هؤلاء التوائم الثلاثة لمنظمة كشافة (Junior Woodchucks) ترجمت لعدة أسماء: منظمة السمور (ترجمة دار الشروق، وهي الأقرب للأصل الإنكليزي: القنادس الصغار)، الأشبال (ترجمات دار الهلال) أو الكشافة الصغار (ترجمة خليجية). ويصحبون بطوط الذي يقولون له «العم بطوط»، و«العم دهب» في مغامراتهم حول العالم، بعد أن صقلت الكشافة طبعهم من الشقاوة إلى الحكمة كي يكونوا صوت العقل لدى بطوط ودهب في مغامراتهم.
ديدي بطوطة، أو زيزي (Daisy Duck)، خطيبة بطوط، رغم أن لديهما نفس اللقب فانها ليست قريبته بل تربطها قرابة بوالد التوائم الثلاثة سوسو، توتو ولولو. أحيانا تستضيف بنات أختها عندها، وهن ريري وفيفي وديدي في ترجمة دار الهلال (April، May، June)، وتربطهم صداقة بالتوائم الثلاثة. يلاحظ أن الأسماء للبنات تشابه كثيرا الأسماء الفرنسية للأولاد (ريري، فيفي ولولو) ومرد ذلك اعتماد ميكي دار الهلال بكثرة على النسخ الفرنسية والإيطالية بسبب تكرار انقطاع النشرات الأمريكية.
يصعب على أي أحد تمييزهم إلا على بطوط وكذلك الملابس لا تنفع لتمييزهم لأن المخطوط الأبيض والأسود لا يتم تلوينه بشكل متناسق عند الطباعة (ما أدى أحيانا لظهور أحد الاخوة بالأصفر)، لكن إتفق أن سوسو يرتدي الأحمر، توتو يرتدي الأزرق ولولو يرتدي الأخضر.

## الظهور في المسلسلات الكرتونية
عند ظهورهم في سلسلة قصص بطوطية (DuckTales) في الدبلجة العربية غيرت أسماؤهم لتصبح كركور، فرفور وزرزور وليصبح بطوط يعمل في البحرية، مع ظهور «زيزي» الصغيرة (و هي ليست «زيزي» خطيبة بطوط التي اعتمد اسم «ديدي بطوطة» لها) لتكون ابنة أخت خطيبة بطوط بدل ريري وفيفي وديدي.
و استمر هذا التغيير في الاسم في كل السلاسل التالية المدبلجة مثل دار الفار (House of Mouse) وحتى لعبة إبيك ميكي 2 (Epic Mickey 2). كما حظيوا بسلسلة لهم وهم يافعون باسم شلة بط (Quack Pack) ولو أنها تختلف اختلافا كبيرا عن المجلات. في حين حافظت المجلات المصورة المترجمة المنشورة في مصر على الأسماء «سوسو، توتو ولولو» المعتمدة منذ أول ترجمة لميكي المعروضة بمجلة سمير في خمسينات القرن الماضي،
حيث تم ترجمة الأسماء من قبل الشركات المختصة بترجمة القصص المصورة قبل وجود فرع عربي لشركة والت ديزني والذي عمل على تغير معظم تلك الأسماء والتي أستمعلت في جميع الأعمال المتعلقة بالشخصيات في الوطن العربي معادا المجلات المصرية.